# Leo Arons
Martin Leo Arons (Berlino, 15 febbraio 1860 – 10 ottobre 1919) è stato un fisico e politico tedesco.

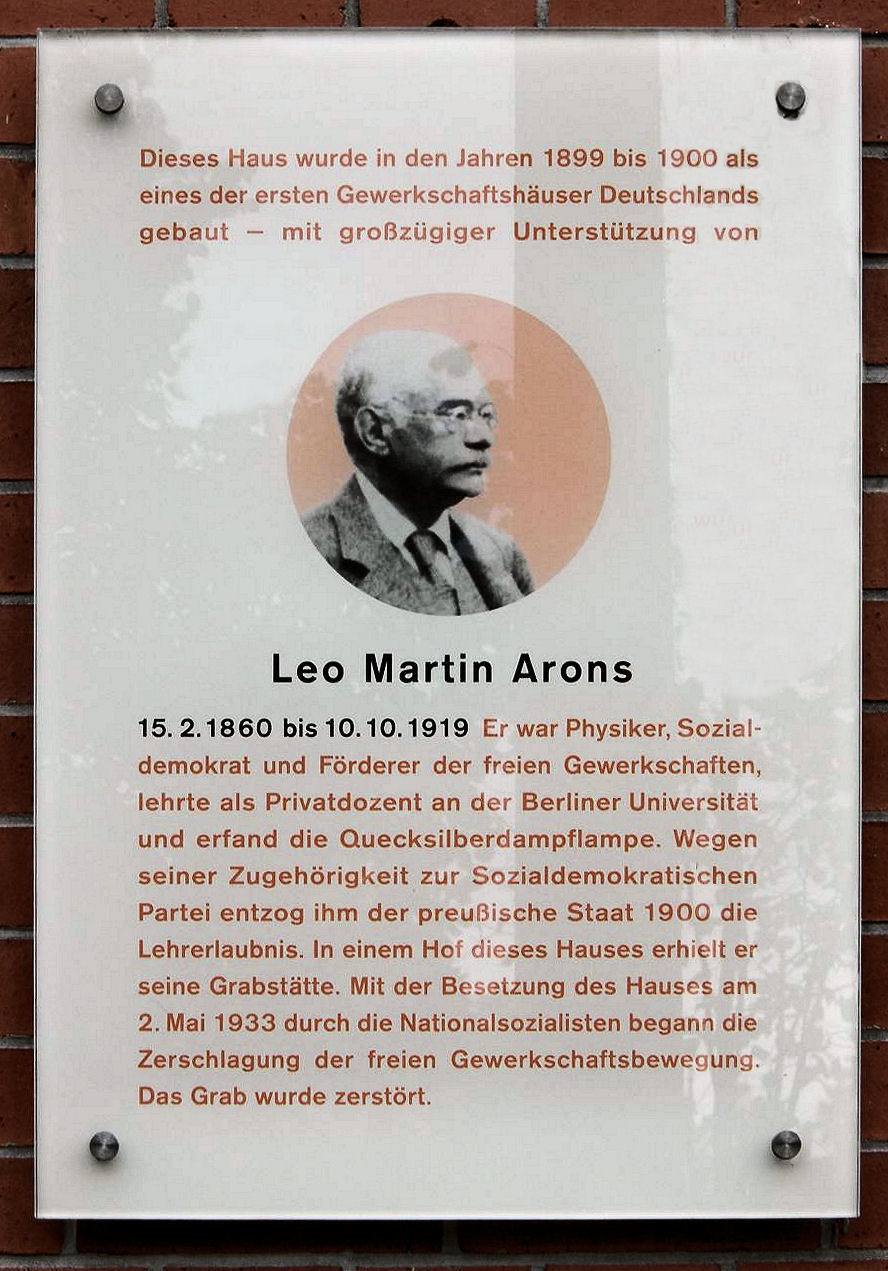
Targa sulla casa, Engeldamm 62-64, a Berlino-Mitte

A lui è stata intitolata la Lex Arons, che ne escludeva l'impiego in un'università prussiana essendo iscritto al Partito Socialdemocratico di Germania.

## Biografia
Leo Arons proveniva da una ricca famiglia di banchieri ebrei a Berlino. I suoi genitori erano Albert Arons (1826–1897), socio della prestigiosa banca privata Gebrüder Arons, e Clara Goldschmidt (1837–1867). Nel 1887 Leo Arons sposò Johanna Bleichröder (1861-1938), figlia del banchiere Julius Bleichröder (1828-1907). Suo fratello, il banchiere Paul Arons (1861-1932), sposò pochi anni dopo la sorella di lei, Gertrud Bleichröder (1865-1917).
Dopo la maturità, Leo Arons studiò chimica e fisica a Lipsia, Würzburg, Berlino e Strasburgo dal 1878 al 1884. In quest'ultima città, dopo aver completato gli studi nel 1884, divenne assistente del fisico August Kundt. Si recò quindi a Berlino, dove nel 1890 si abilitò come docente privato presso l'Università Friedrich Wilhelm. Un anno dopo divenne primo assistente all'Istituto di fisica, ma lasciò nuovamente questa posizione nel 1893. Da allora è tornato ad essere un docente privato. Come scienziato, nel 1892 sviluppò una lampada a vapore di mercurio (chiamata anche tubo di Arons), che fu poi commercializzata da AEG con il nome di "lampada a vapore di mercurio del Dr. Arons". Si occupò anche di frange di interferenza nello spettro, del calore di diluizione e della capacità termica delle soluzioni saline in relazione alla legge dell'energia, sulle costanti elettriche dei liquidi conduttori, della velocità di propagazione delle onde elettriche nei liquidi isolanti e in alcuni isolanti solidi. Ha inoltre condotto un'intensa attività di ricerca sull'arco elettrico.
Arons entrò in contatto con la socialdemocrazia attraverso il movimento per la riforma agraria. Nonostante i molti dubbi, soprattutto sulla strategia della lotta di classe, aderì alla SPD all'inizio degli anni '90 dell'Ottocento, anche grazie all'impegno dei socialdemocratici a raggiungere i propri obiettivi solo attraverso mezzi legali. A partire dal 1890, Arons cercò di riunire i borghesi social-riformisti ed i socialdemocratici in un gruppo stabile ed eterogeneo (c.d. Schmalzstullenclub). Dopo il 1900 Leo Arons, Albert Südekum, Josef Block e Wilhelm Kolb furono tra gli antimarxisti più influenti della SPD.
Arons si schierò dunque dalla parte dei revisionisti di Eduard Bernstein all'interno della SPD.Negli articoli che scrisse per la stampa di partito dopo la sua adesione chiese, tra le altre cose, la partecipazione della SPD alle elezioni statali prussiane. In questo modo divenne un esperto del sistema elettorale a tre classi. Svolse un ruolo di primo piano nell'ideazione della campagna elettorale per le elezioni del elezioni del Reichstag del 1903. La stampa lo definì talvolta "capo dello staff del partito per la campagna elettorale".
Negli anni dal 1904 al 1914 Arons fu membro del Consiglio comunale di Berlino. La sua ricandidatura, tuttavia, fallì. Oltre alla SPD Arons sostenne anche i liberi sindacati e la cooperativa edile “Ideal”, fondata nel 1907.
Arons finanziò in gran parte con il proprio patrimonio il primo centro sindacale appositamente costruito a Berlino, oltre a piccoli appartamenti per i lavoratori insieme all'Ideal. Dal 1908 Arons dovette ritirarsi sempre più spesso dalla vita politica per motivi di salute.
Fu deputato nel distretto berlinese di Neukölln. La Aronsstraße è stata intitolata a lui nel 1973 (Leo-Arons-Straße dal 1926 al 1934, Sackführerdamm dal 1934 al 1973).

## La Lex Aron
Poco dopo l'adesione di Aron al partito le autorità prussiane tentarono di rimuoverlo dal suo incarico di insegnante. La facoltà di filosofia, responsabile del procedimento, si oppose più volte, poiché i membri della facoltà erano convinti che ogni docente universitario fosse libero delle sue convinzioni politiche e che, inoltre, un docente privato non fosse un dipendente pubblico vincolato da delle istruzioni. Nel 1897, dopo che Arons aveva parlato ad un congresso della SPD, l'imperatore Guglielmo II affermò: "Non tollero socialisti tra (...) gli insegnanti della nostra gioventù nelle reali università".
Anche a causa di questa manifestazione di volontà, Guglielmo II incaricò il governo prussiano ed il funzionario responsabile dell'istruzione superiore, Friedrich Althoff, di trovare una soluzione alle sue remore. Poiché il governo non aveva il diritto di intervenire direttamente nella nomina dei docenti privati, nel 1898 fu approvata una legge che sottoponeva anche i docenti privati all'autorità disciplinare dello Stato. In quanto concepita principalmente per Arons, questa legge fu chiamata "Lex Arons". Essa si collegava strettamente ai tentativi dell'imperatore, negli anni Novanta del XIX secolo, di utilizzare leggi speciali per impedire l'ulteriore avanzata dei socialdemocratici. La Lex Arons fu l'unica di queste leggi speciali a superare lo scoglio parlamentare della Camera dei rappresentanti prussiana, ad esempio il disegno di legge sulla sovversione o il disegno di legge penitenziaria introdotte su iniziativa del Kaiser non ottennero la maggioranza al Reichstag. Arons è stato sospeso sulla base di questa legge. A causa delle temute controversie con le facoltà interessate, Arons rimase l'unico caso a cui venne applicata la legge.
Nella sfera pubblica e soprattutto in quella scientifica, il caso e infine la legge hanno scatenato dibattiti sulla libertà della scienza. Subito dopo la Rivoluzione di novembre Arons, poco prima della sua morte, fu riabilitato dal nuovo governo.